# Kalanchoe elizae
Kalanchoe elizae ist eine Pflanzenart der Gattung Kalanchoe in der Familie der Dickblattgewächse (Crassulaceae).

## Beschreibung

### Vegetative Merkmale
Kalanchoe elizae ist eine ausdauernde, vollständig kahle Pflanze, die Wuchshöhen von 20 bis 180 Zentimeter erreicht. Ihre einzelnen bis wenigen, roten oder blassgrünen Triebe sind aufrecht und kräftig. Die grünen Laubblätter sind kurz gestielt bis fast sitzend. Der Blattstiel ist bis zu 1,5 Zentimeter lang. Ihre breit verkehrt eiförmige, längliche, spatelige oder fast kreisrunde Blattspreite ist 6,5 bis 21 Zentimeter lang und 2,1 bis 12 Zentimeter breit. Ihre Spitze ist gerundet oder stumpf, die Basis gerundet bis keilförmig. Der Blattrand ist leicht gekerbt, gewellt oder ganzrandig.

### Generative Merkmale

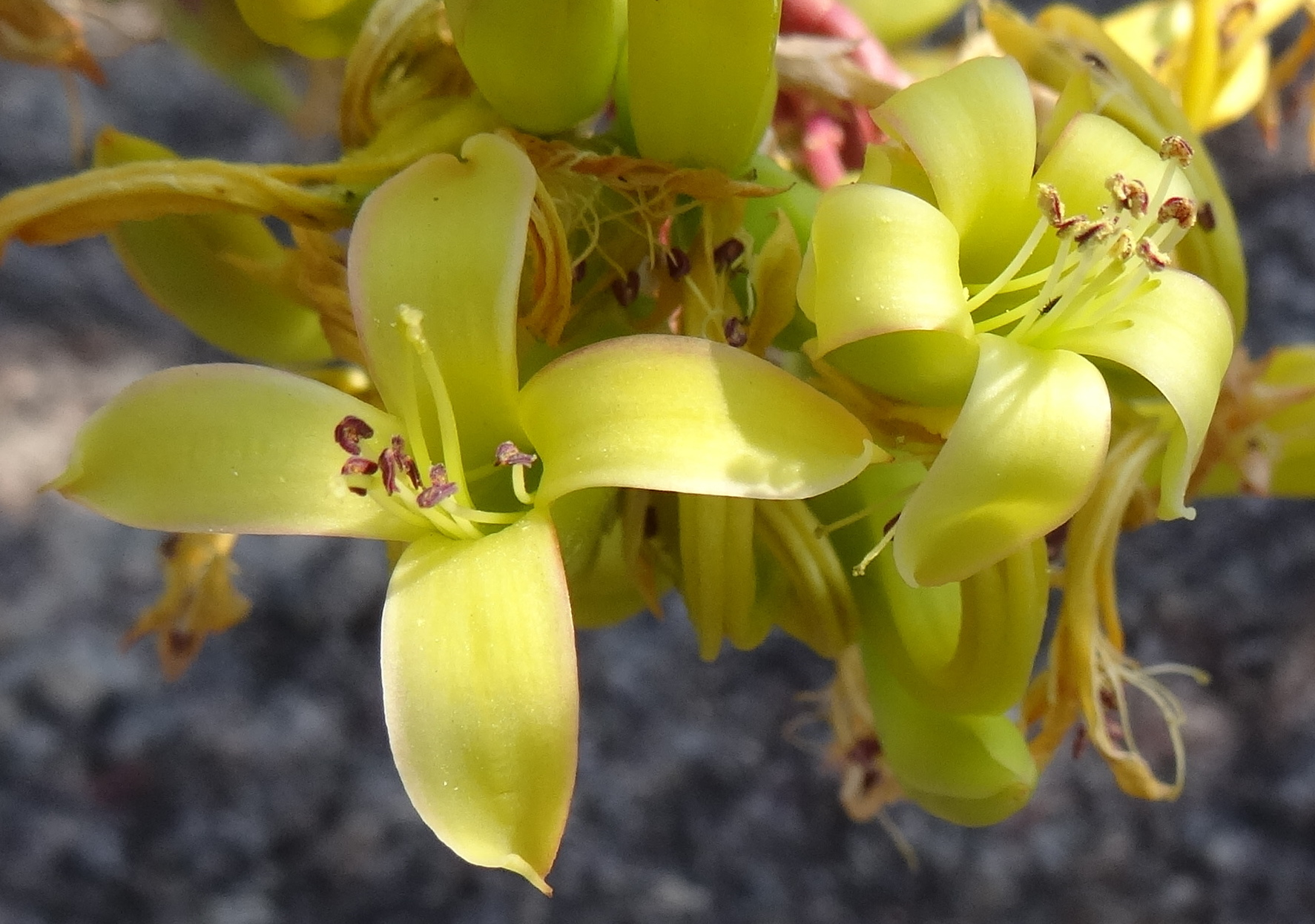
Einzelblüten

Der Blütenstand besteht aus lockeren, pyramidenförmigen Rispen und ist 9 bis 28 Zentimeter lang. Die leicht zygomorphen, etwas hängenden oder ausgebreiteten Blüten stehen an 4 bis 18 Millimeter langen Blütenstielen. Der glockenförmige Kelch ist dunkelrot, die Kelchröhre 1,5 bis 2,7 Millimeter lang. Die dreieckigen bis lanzettlichen, zugespitzten Kelchzipfel weisen eine Länge von 8 bis 10 Millimeter auf und sind etwa 3 Millimeter breit. Die Blütenkrone ist dunkelgelb bis gelborangefarben bis rot. Die fast zylindrische, undeutlich vierkantige, aufwärts gebogene Kronröhre ist 21,5 bis 45 Millimeter lang. Ihre länglichen oder eiförmig-länglichen, zur Spitze hin asymmetrischen Kronzipfel weisen eine Länge von 10 bis 16 Millimeter auf und sind 3,5 bis 7 Millimeter breit. Die Staubblätter sind nahe der Mitte der Kronröhre angeheftet und ragen aus der Blüte heraus. Die länglichen bis eiförmigen Staubbeutel sind 1,5 bis 2 Millimeter lang. Die linealisch-länglichen, an der Spitze zweilappigen oder gestutzten Nektarschüppchen weisen eine Länge von 1,6 bis 6 Millimeter auf und sind etwa 2 Millimeter breit. Das eiförmig-lanzettliche Fruchtblatt weist eine Länge von 10 bis 15 Millimeter auf. Der Griffel ist 15 bis 30 Millimeter lang.

## Systematik und Verbreitung
Kalanchoe elizae ist in Malawi und Mosambik auf Felsen in der Wüste verbreitet. Die Art steht auf der Roten Liste der IUCN und gilt als nicht gefährdet (Least Concern).
Die Erstbeschreibung durch Alwin Berger wurde 1903 veröffentlicht.

## Nachweise